# Deutsche Alpine Skimeisterschaften 2001
Die Deutschen Alpinen Skimeisterschaften 2001 fanden vom 15. bis 25. März 2001 in Garmisch-Partenkirchen und im österreichischen Zauchensee statt. Die Abfahrt und Super G wurden in Zauchensee ausgetragen, Riesenslalom und Slalom in Garmisch-Partenkirchen.

## Herren

### Abfahrt
| Platz | Name                  | Zeit        |
| ----- | --------------------- | ----------- |
| 01    | Florian Eckert        | 1:24,66 min |
| 02    | Craig Branch (AUS)    | 1:24,99 min |
| 03    | Max Rauffer           | 1:25,02 min |
| 04    | Thorsten Götze        | 1:25,13 min |
| 05    | Martin Kraus          | 1:25,60 min |
| 06    | AJ Bear (AUS)         | 1:25,73 min |
| 07    | Johannes Stehle       | 1:26,34 min |
| 08    | Christian Prassberger | 1:26,63 min |
| 09    | Peter Strodl          | 1:26,76 min |
| 010   | Andreas Nadig (SUI)   | 1:26,87 min |

Datum: 15. März 2001

Ort: Zauchensee

### Super-G
| Platz | Name                     | Zeit        |
| ----- | ------------------------ | ----------- |
| 01    | Jernej Reberšak (SLO)    | 1:21,88 min |
| 02    | Josef Schild (AUT)       | 1:22,21 min |
| 03    | Manfred Gstatter (AUT)   | 1:22,32 min |
| 04    | Michael Walchhofer (AUT) | 1:22,52 min |
| 05    | Gregor Šparovec (SLO)    | 1:22,54 min |
| 06    | Florian Eckert           | 1:23,01 min |
| 07    | Finlay Mickel (GBR)      | 1:23,20 min |
| 08    | Hannes Reiter (AUT)      | 1:23,24 min |
| 09    | Andreas Buder (AUT)      | 1:23,27 min |
| 10    | Andreas Frank (AUT)      | 1:23,54 min |
| 11    | Christian Prassberger    | 1:24,07 min |
| 14    | Thorsten Götze           | 1:24,76 min |

Datum: 17. März 2001

Ort: Zauchensee

### Riesenslalom
| Platz | Name                     | Zeit        |
| ----- | ------------------------ | ----------- |
| 01    | Marco Pastore            | 2:10,46 min |
| 02    | Achim Vogt (LIE)         | 2:11,63 min |
| 03    | Stefan Stankalla         | 2:11,64 min |
| 04    | John Moulder-Brown (GBR) | 2:11,97 min |
| 05    | Max Rauffer              | 2:12,16 min |
| 06    | Stanley Hayer (CZE)      | 2:12,27 min |
| 07    | Christian Prassberger    | 2:12,88 min |
| 08    | Petr Záhrobský (CZE)     | 2:12,91 min |
| 09    | Martin Kraus             | 2:12,97 min |
| 010   | Johannes Stehle          | 2:13,06 min |

Datum: 25. März 2001

Ort: Garmisch-Partenkirchen

### Slalom
| Platz | Name                    | Zeit        |
| ----- | ----------------------- | ----------- |
| 01    | Andreas Ertl            | 1:27,27 min |
| 02    | Stanley Hayer (CZE)     | 1:28,33 min |
| 03    | Marco Pastore           | 1:28,71 min |
| 04    | Janus Stanek            | 1:29,00 min |
| 05    | Ondřej Bank (CZE)       | 1:29,07 min |
| 06    | Andreas Ampferer (AUT)  | 1:29,09 min |
| 07    | Rogier Oosterbaan (NED) | 1:29,11 min |
| 08    | Niki Fürstauer (LIB)    | 1:29,22 min |
| 09    | Florian Eckert          | 1:29,26 min |
| 010   | Harald de Man (NED)     | 1:29,33 min |

Datum: 24. März 2001

Ort: Garmisch-Partenkirchen

### Super-Kombination
nicht ausgetragen

## Damen

### Abfahrt
| Platz | Name                 | Zeit        |
| ----- | -------------------- | ----------- |
| 01    | Maria Riesch         | 1:27,90 min |
| 02    | Christiane Bauer     | 1:29,54 min |
| 03    | Ellen Hild           | 1:29,63 min |
| 04    | Sabrina Beer         | 1:29,73 min |
| 05    | Christina Fehrenbach | 1:29,96 min |
| 06    | Susanne Beer         | 1:30,75 min |
| 07    | Katrin Luft          | 1:30,77 min |
| 08    | Stephanie Meli (SUI) | 1:30,96 min |
| 09    | Sarah Schädler (LIE) | 1:31,02 min |
| 010   | Melanie Stich        | 1:31,29 min |

Datum: 15. März 2001

Ort: Zauchensee

### Super-G
| Platz | Name                    | Zeit        |
| ----- | ----------------------- | ----------- |
| 01    | Maria Riesch            | 1:02,84 min |
| 02    | Kathrin Hölzl           | 1:03,24 min |
| 03    | Christiane Bauer        | 1:04,09 min |
| 04    | Regina Grabner (AUT)    | 1:04,32 min |
| 05    | Petra Strassegger (AUT) | 1:04,34 min |
| 06    | Eva Burger              | 1:04,48 min |
| 07    | Kathrin Altmüller (AUT) | 1:04,50 min |
| 08    | Susanne Beer            | 1:04,94 min |
| 09    | Christina Fehrenbach    | 1:05,06 min |
| 010   | Miriam Vogt             | 1:05,50 min |

Datum: 17. März 2001

Ort: Zauchensee

### Riesenslalom
| Platz | Name                   | Zeit        |
| ----- | ---------------------- | ----------- |
| 01    | Annemarie Gerg         | 2:05,64 min |
| 02    | Hilde Gerg             | 2:05,94 min |
| 03    | Petra Haltmayr         | 2:06,31 min |
| 04    | Kathrin Hölzl          | 2:06,49 min |
| 05    | Sabine Egger (AUT)     | 2:06,81 min |
| 06    | Jeannette Korten (AUS) | 2:06,84 min |
| 07    | Chemmy Alcott (GBR)    | 2:07,34 min |
| 08    | Maria Riesch           | 2:07,42 min |
| 09    | Monika Knapp (ITA)     | 2:07,47 min |
| 010   | Maren Günter           | 2:07,50 min |

Datum: 24. März 2001

Ort: Garmisch-Partenkirchen

### Slalom
| Platz | Name                     | Zeit        |
| ----- | ------------------------ | ----------- |
| 01    | Annemarie Gerg           | 1:26,55 min |
| 02    | Maria Riesch             | 1:26,60 min |
| 03    | Martina Ertl             | 1:27,99 min |
| 04    | Christiane Bauer         | 1:28,61 min |
| 05    | Stefanie Luckmaier       | 1:29,09 min |
| 06    | Monika Knapp (ITA)       | 1:29,19 min |
| 07    | Zuzana Smerčiaková (SVK) | 1:31,40 min |
| 08    | Susanne Beer             | 1:31,96 min |
| 09    | Angelique Moser (NED)    | 1:32,04 min |
| 010   | Iris Kolier              | 1:34,20 min |

Datum: 25. März 2001

Ort: Garmisch-Partenkirchen

### Super-Kombination
nicht ausgetragen

## Anmerkung
1. 1 2 3 4 5 6 7 8 9 10 11 12 13  Ausländische Teilnehmer erhielten keine Medaillen.